# Coronidium
 Coronidium  Paul G. Wilson, 2008 è un genere di piante angiosperme dicotiledoni della famiglia delle Asteraceae (sottofamiglia Asteroideae, tribù Gnaphalieae e sottotribù Gnaphaliinae).

## Etimologia
Il nome del genere deriva da due parole greche "korone" (= corona) e il diminutivo "-idion" e fa riferimento alla corona persistente del pappo.
Il nome scientifico del genere è stato definito dal botanico Paul Graham Wilson (1928-) nella pubblicazione " Nuytsia; Bulletin of the Western Australian Herbarium. South Perth, W.A." (Nuytsia 18: 300 (-301)) del 2008.

## Descrizione

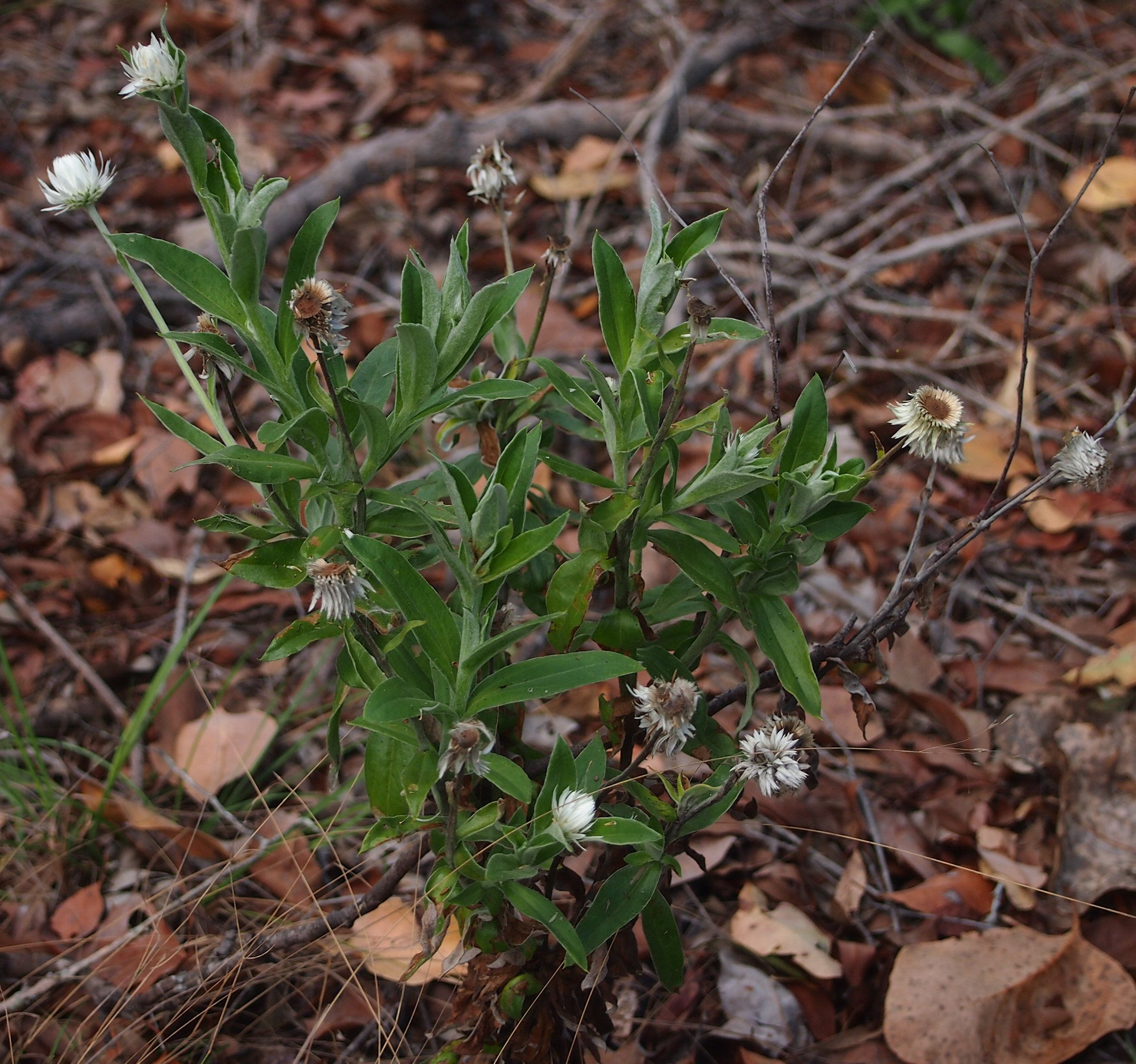
Il portamento
Coronidium cymosum

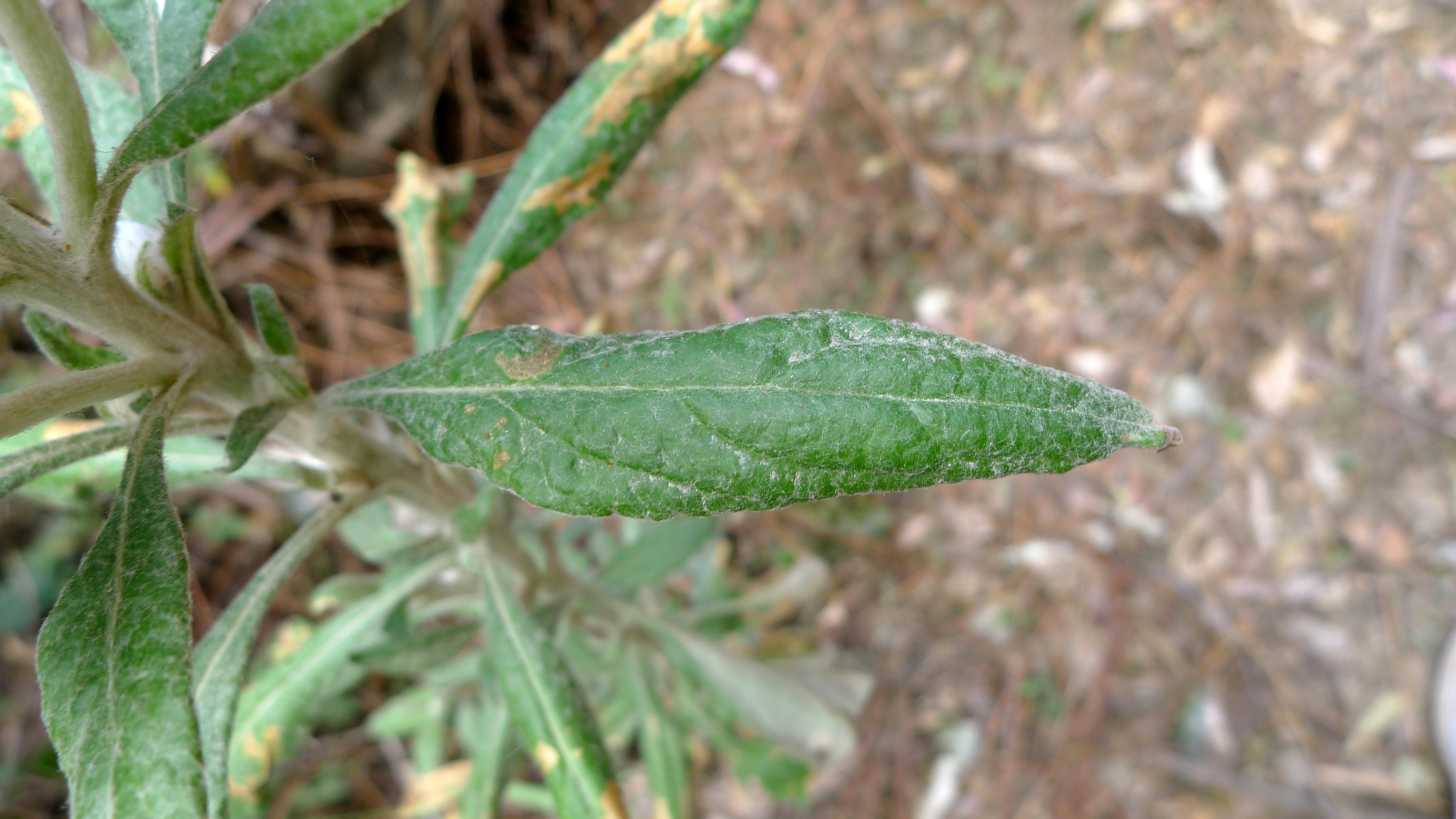
Le foglie
Coronidium elatum

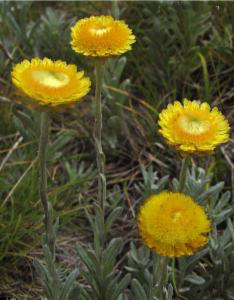
Infiorescenza
Coronidium monticola

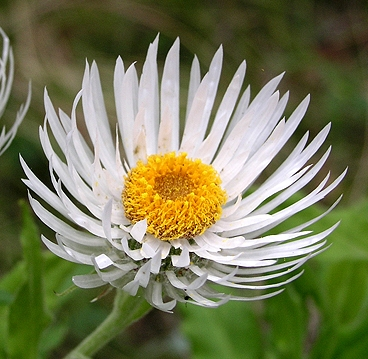
I fiori
Coronidium boormanii

Portamento. Le specie di questo gruppo hanno un habitus di tipo erbaceo perenne. I cauli di queste piante sono provvisti del floema, ma non di canali resiniferi; mentre i sesquiterpeni lattoni sono normalmente assenti (piante senza lattice).
Fusto. La parte aerea in genere è eretta, semplice o ramosa.
Foglie. Le foglie in sono disposte in modo alternato e sono quasi sempre sessili. La lamina è intera e piatta con forme generalmente strette; i margini sono continui a volte revoluti. La superficie è tomentosa o lanosa su entrambe le superfici.
Infiorescenza. Le sinflorescenze sono composte da capolini singoli. Le infiorescenze vere e proprie sono formate da un capolino terminale di tipo discoidale (con fiori omogami), raramente disciforme (con fiori eterogami). I capolini sono formati da un involucro, con forme da cilindriche a campanulate, composto da diverse brattee, al cui interno un ricettacolo fa da base ai fiori. Le brattee, glabre o pelose a consistenza cartacea/cartilaginea e con una nervatura (artiglio) mediana, sono disposte in modo più o meno embricato su più serie e possono essere connate alla base (strati di stereoma indiviso);  talora possono avere un margine ialino. Il ricettacolo è senza pagliette a protezione della base dei fiori (raramente quest'ultime sono presenti); la forma è piatta.
Fiori.  I fiori sono tetra-ciclici (formati cioè da 4 verticilli: calice – corolla – androceo – gineceo) e pentameri (calice e corolla formati da 5 elementi). Sono inoltre tubulosi, attinomorfi e si distinguono in:
- fiori del disco esterni: pochi, femminili e filiformi (o ligulati);
- fiori del disco centrali: sono ermafroditi; la forma è tubulare (corolla strettamente cilindrica allargata all'apice).

In questo gruppo di piante i fiori radiati (ligulati o del raggio) sono assenti; a volte sono confusi con i fiori femminili (tubulosi) del disco esterno più o meno sub-zigomorfi con un lembo piatto e possono essere interpretati come fiori del raggio.
- Formula fiorale:

*/x K {\displaystyle \infty }, [C (5), A (5)], G 2 (infero), achenio
- Calice: i sepali del calice sono ridotti ad una coroncina di squame.
- Corolla: la forma della corolla normalmente è tubolare con 5 lobi (raramente 4); i lobi hanno una forma deltata o più o meno lanceolata. I colori della corolla sono giallo e bianco.
- Androceo: l'androceo è formato da 5 stami sorretti da filamenti generalmente liberi; gli stami sono connati e formano un manicotto circondante lo stilo; le teche (produttrici del polline) sono prive di sperone, ma hanno la coda (una sola); le appendici apicali delle antere hanno delle forme ovali e concave; il tessuto endoteciale (rivestimento interno dell'antera) è quasi sempre polarizzato (con due superfici distinte: una verso l'esterno e una verso l'interno). Il polline è di tipo echinato (con punte sporgenti) a forma sferica è formato inoltre da due strati di ectesine, mentre lo strato basale è spesso e regolarmente perforato (tipo “gnafaloide”).[7]
- Gineceo: l'ovario è infero uniloculare formato da 2 carpelli. Lo stilo (il recettore del polline) è intero o biforcato con due stigmi nella parte apicale. Gli stigmi hanno una forma snella, sottile ma tronca oppure arrotondata; possono essere ricoperti da minute papille o avere dei penicilli apicali. Le superfici stigmatiche sono separate.[7]

Frutti. I frutti sono degli acheni con pappo. Gli acheni sono piccoli a forma variabile da cilindrica a oblunga; sono presenti due venature longitudinali; la superficie può essere ricoperta di tricomi allungati; il pericarpo può essere percorso longitudinalmente da alcuni fasci vascolari. Il pappo è formato da setole filiformi dentellate unite o libere, persistenti o decidue.

## Biologia
Impollinazione: tramite insetti (impollinazione entomogama tramite farfalle diurne e notturne).

Riproduzione: la fecondazione avviene fondamentalmente tramite l'impollinazione dei fiori.

Dispersione: i semi cadono a terra e vengono dispersi soprattutto da insetti come formiche (disseminazione mirmecoria). Un altro tipo di dispersione è zoocoria: gli uncini delle brattee dell'involucro (se presenti) si agganciano ai peli degli animali di passaggio che portano così i semi anche su lunghe distanze. Inoltre per merito del pappo il vento può trasportare i semi anche per alcuni chilometri (disseminazione anemocora).

## Distribuzione e habitat
Le specie di questo genere sono distribuite in Australia e Tasmania.

## Tassonomia
La famiglia di appartenenza di questa voce (Asteraceae o Compositae, nomen conservandum) probabilmente originaria del Sud America, è la più numerosa del mondo vegetale, comprende oltre 23.000 specie distribuite su 1.535 generi, oppure 22.750 specie e 1.530 generi secondo altre fonti (una delle checklist più aggiornata elenca fino a 1.679 generi). La famiglia attualmente (2021) è divisa in 16 sottofamiglie; la sottofamiglia Asteroideae è una di queste e rappresenta l'evoluzione più recente di tutta la famiglia.

### Filogenesi
Il genere di questa voce è descritto nella tribù Gnaphalieae, una delle 21 tribù della sottofamiglia Asteroideae. Da un punto di vista filogenetico, la tribù Gnaphalieae fa parte del supergruppo (o sottofamiglia) "Asteroideae grade"; l'altro è il supergruppo "Non-Asteroideae" contenente il resto delle sottofamiglie delle Asteraceae. All'interno del supergruppo è vicina alle tribù Senecioneae, Calenduleae, Astereae e Anthemideae.
La sottotribù Gnaphaliinae è caratterizzata da portamenti di vario tipo con specie ginomonoiche e monoiche, da foglie con margini interi, da capolini disciformi omogami o eterogami e raramente radiati (o subradiati), dallo stilo con rami troncati e superfici stigmatiche separate apicalmente, da acheni glabri o con tricomi allungati e pappo ridotto.
Il genere  Coronidium appartiene al gruppo Australasian clade, un gruppo informale monofiletico della sottotribù Gnaphaliinae diviso in quattro sottocladi: Angianthus (specie effimere dell'Australia occidentale), Waitzia (specie perenni dell'Australia orientale), Cassinia (specie con portamento arbustivo) e Euchiton (specie perenni simili a piante lanose e alpine). Il genere di questa voce appartiene al clade Waitzia che insieme al clade Angianthus forma un "gruppo fratello"; entrambi si trovano in posizione del "core" dell'Australasian clade, ossia sono gli ultimi cladi ad essersi evoluti. Il genere Coronidium, segregato dal grande genere Helichrysum Mill., non è monofiletico e dalle analisi di tipo cladistico risulta collegato al genere Leiocarpa..
I caratteri distintivi del genere  Coronidium sono:
- le brattee mediane dell'involucro hanno una base cartilaginea e un apice più o meno cartaceo;
- l'anatomia degli acheni presenta dei caratteristici idioblasti;
- le setole del pappo sono fuse basalmente.

Il genere è suddiviso in tre gruppi:
- Coronidium oxylepis group: le piante non sono rizomatose; le brattee involucrali mediane sono uni-nervate (artiglio affusolato); il tronco degli acheni è sottile e trasparente; le setole del pappo sono libere e persistenti, o decidue, o unite in un anello basale; gli idioblasti dell'achenio sono accoppiati lateralmente con forme da lineari a ellittiche.
- Coronidium elatum group: le piante non sono rizomatose; le brattee involucrali mediane sono uni-nervate (artiglio affusolato); il tronco degli acheni è crostaceo e opaco; le setole del pappo sono libere decidue o persistenti; gli idioblasti dell'achenio sono accoppiati lateralmente con forme da lineari a ellittiche.
- Coronidium scorpioides group: le piante sono rizomatose; le brattee involucrali mediane sono uni-nervate (artiglio più spesso); il tronco degli acheni è sottile e trasparente; le setole del pappo sono brevemente unite alla base; gli idioblasti dell'achenio sono accoppiati lateralmente e sono lineari.

Il numero cromosomico delle specie di questo genere è: 2n = 28 o 48.

### Elenco delle specie
Questo genere ha 16 specie:
- Coronidium adenophorum (F.Muell.) Paul G.Wilson
- Coronidium cymosum  Paul G.Wilson
- Coronidium densifolium  J.M.Black ex N.G.Walsh
- Coronidium flavum  Paul G.Wilson
- Coronidium fulvidum  Paul G.Wilson
- Coronidium glutinosum  (Hook.) Paul G.Wilson
- Coronidium gnaphalioides  (Domin) Jeanes
- Coronidium gunnianum  (Hook.) N.G.Walsh
- Coronidium lanuginosum  (A.Cunn. ex DC.) Paul G.Wilson
- Coronidium monticola  N.G.Walsh
- Coronidium newcastlianum  (Domin) Paul G.Wilson
- Coronidium oxylepis  (F.Muell.) Paul G.Wilson
- Coronidium rupicola  (DC.) Paul G.Wilson
- Coronidium rutidolepis  (DC.) N.G.Walsh
- Coronidium scorpioides  (Labill.) Paul G.Wilson
- Coronidium waddelliae  (J.H.Willis) Paul G.Wilson

## Alcune specie

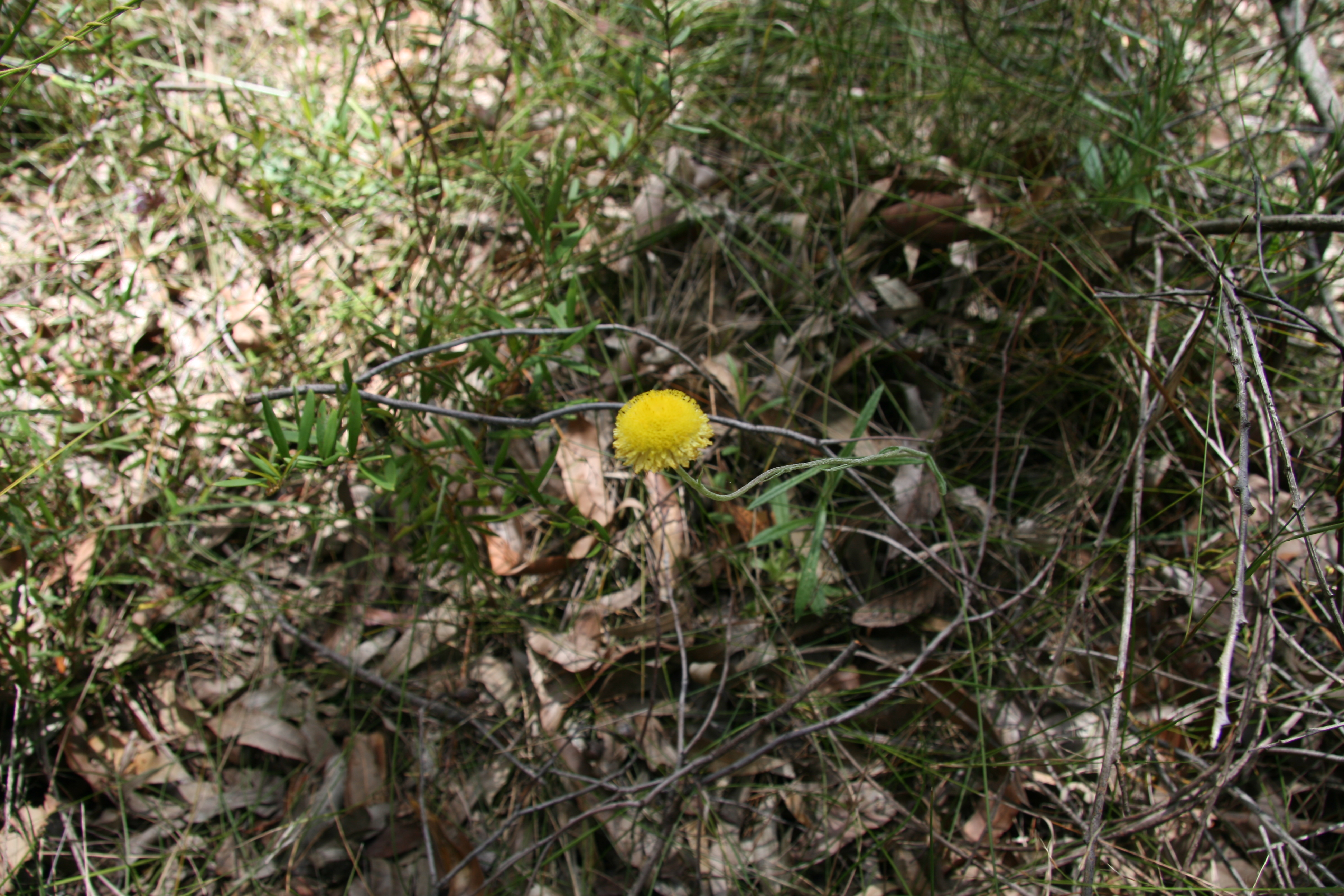
Coronidium scorpioides
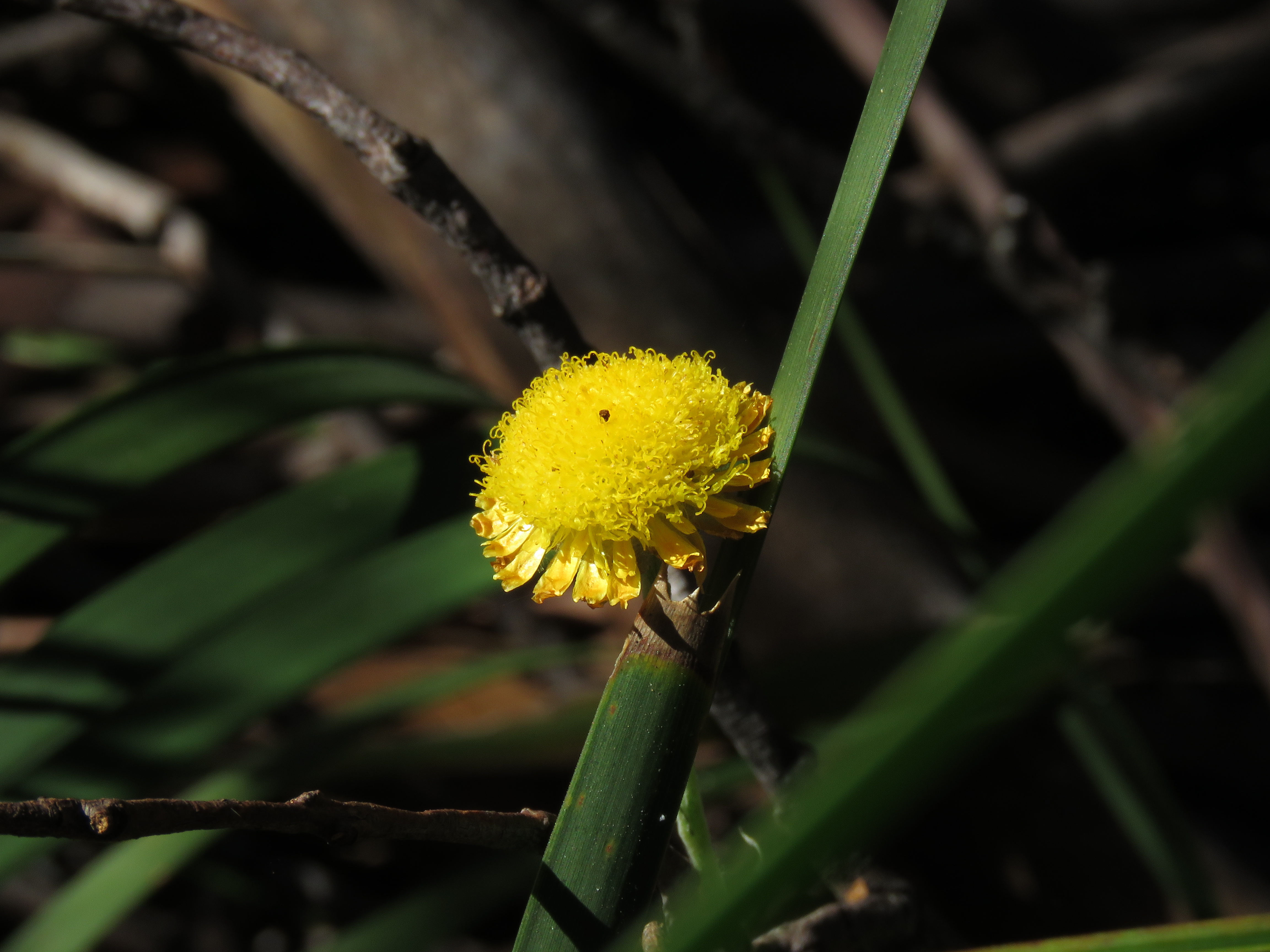
Coronidium rutidolepis
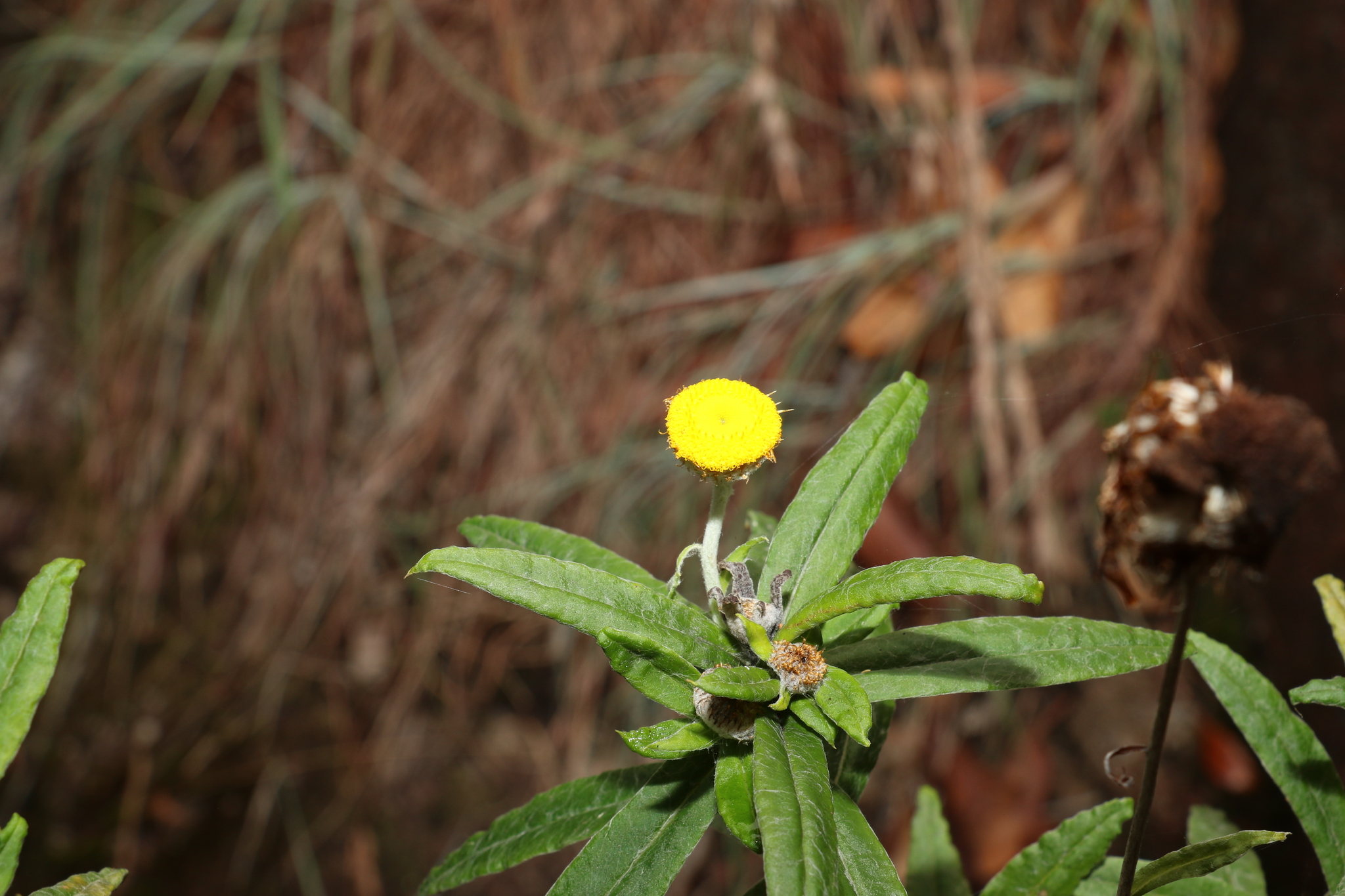
Coronidium rupicola
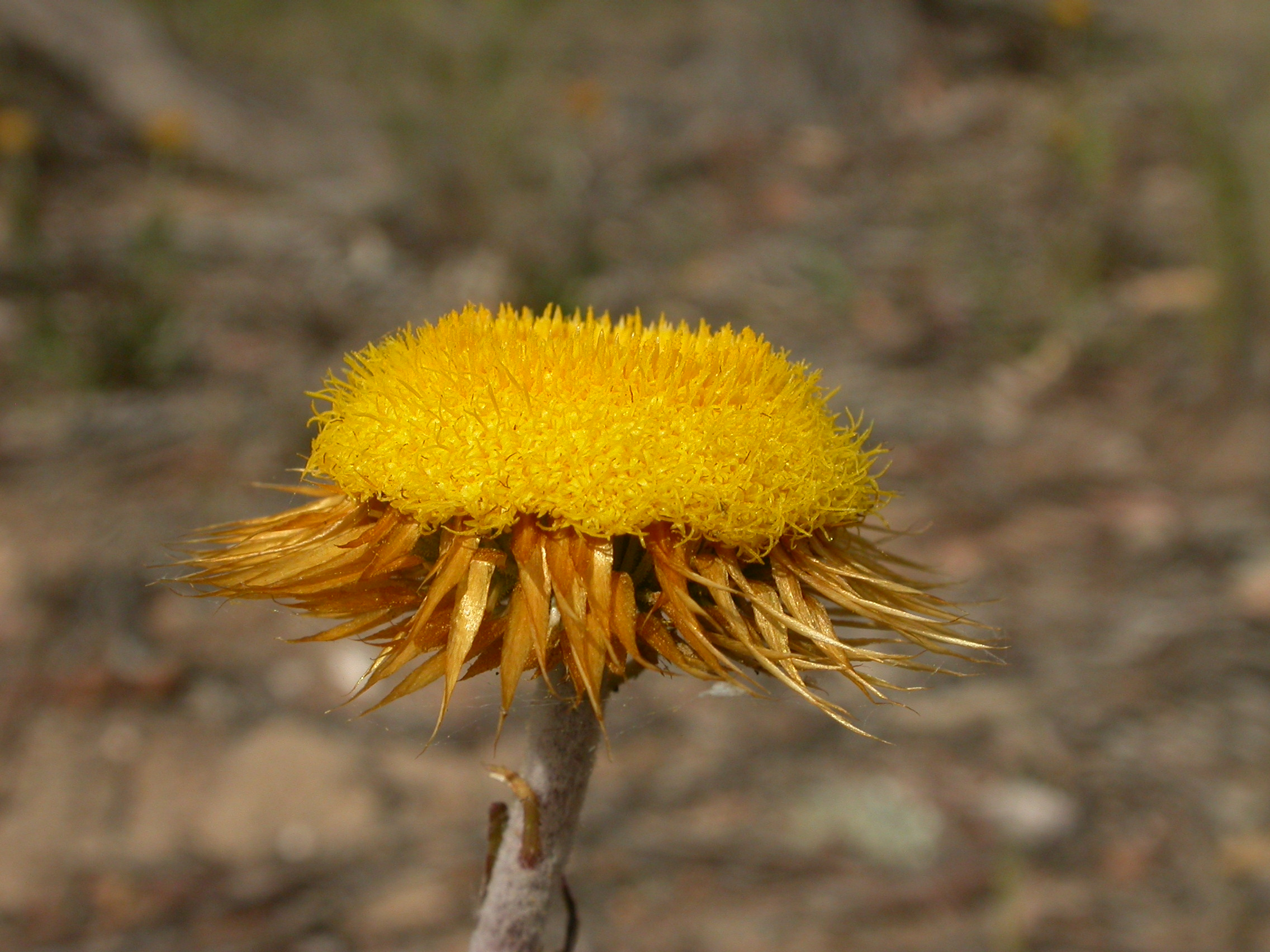
Coronidium oxylepis
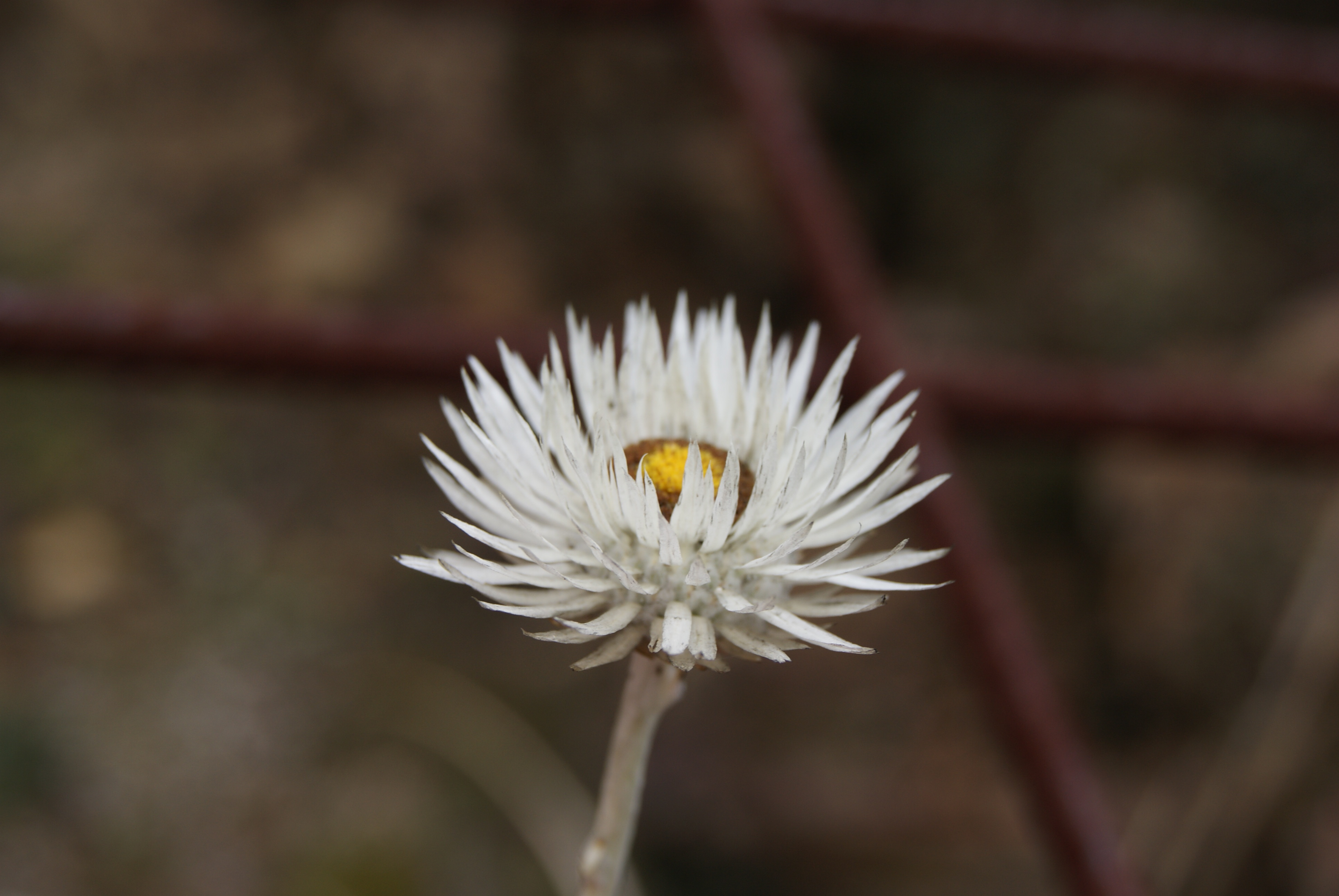
Coronidium newcastlianum
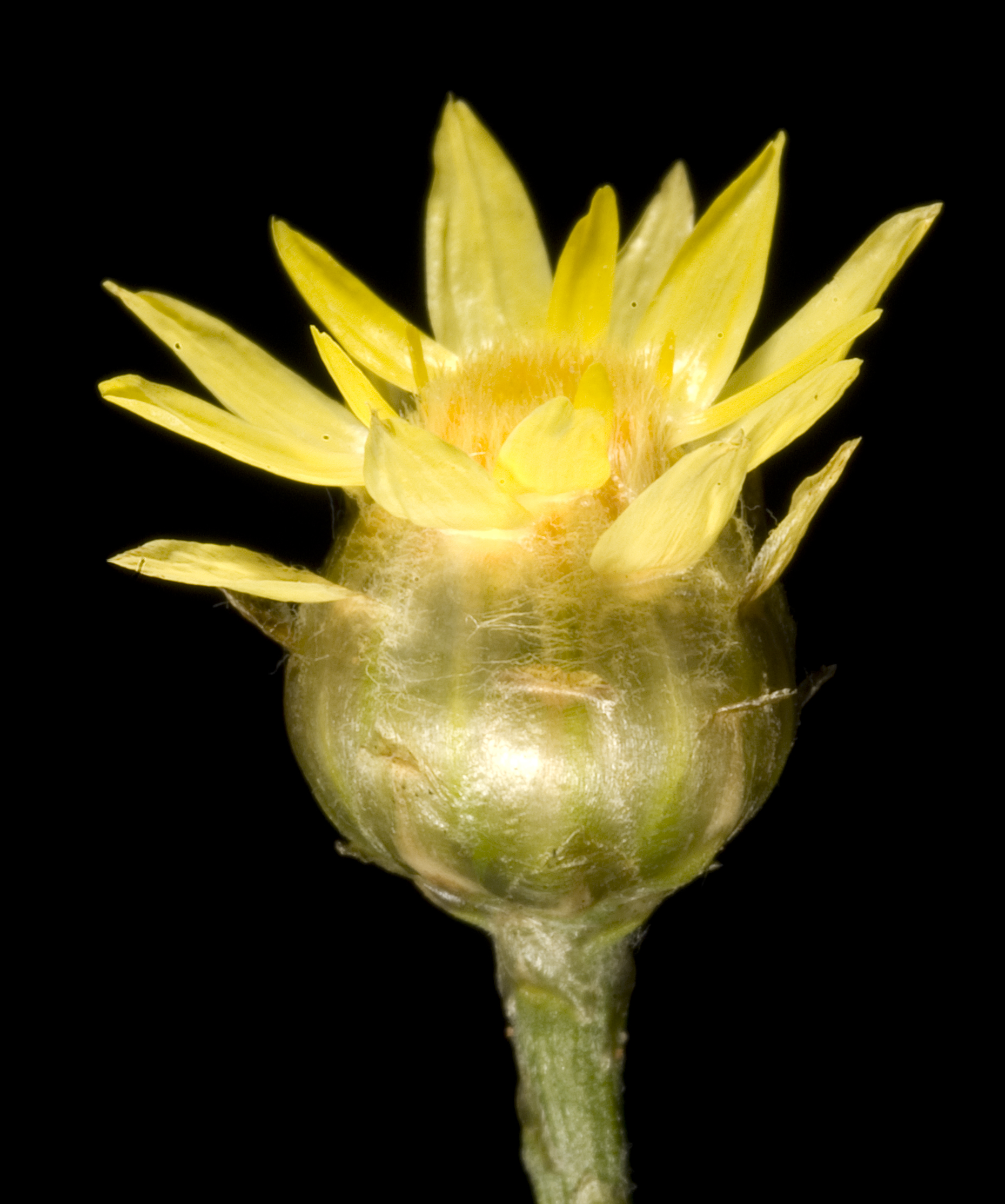
Coronidium glutinosum
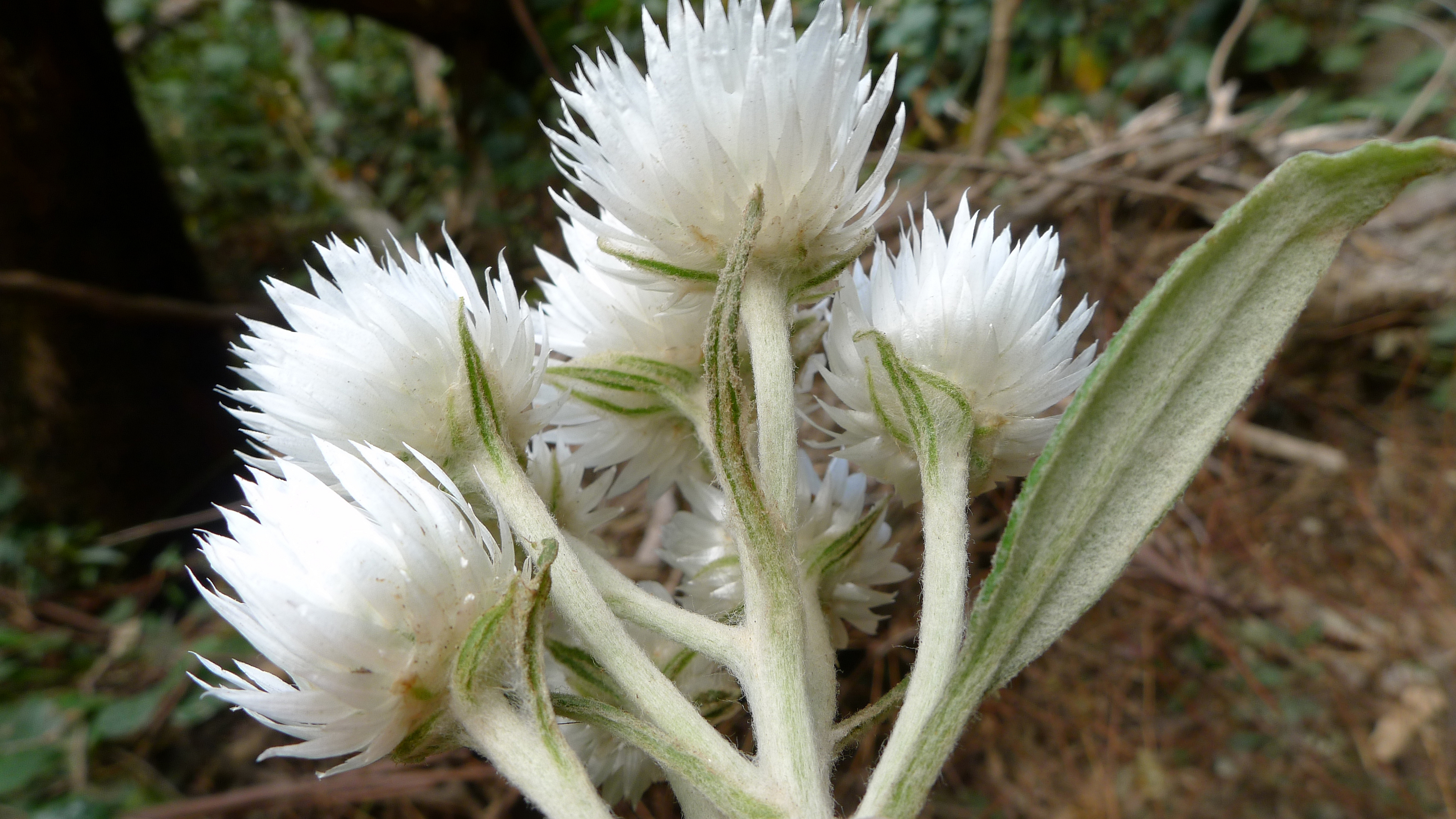
Coronidium elatum